# Saba (otok)
Saba (nizozemsko Saba, izgovorjava [ˈsaːbɑ] ()) je karibski otok, ki je najmanjša posebna občina (uradno »javni organ«) Kraljevine Nizozemske. V veliki meri ga sestavlja aktivni vulkan Mount Scenery, ki je z 887 m najvišja točka celotne Kraljevine Nizozemske. Otok leži v severnem delu Zavetrnih otokov Zahodne Indije, jugovzhodno od Deviških otokov. Skupaj z otokoma Bonaire in Sveti Evstahij tvori Karibsko Nizozemsko.
Otok Saba po površini meri 13 km². Januarja 2020 je imel 1933 prebivalcev z gostoto 148/km². Njegova večja naselja so Bottom (glavno mesto), Windwardside, Zion's Hill in St. Johns.

## Etimologija
Teorije o izvoru imena Saba vključujejo siba (aravaška beseda za 'skalo'), sábado in Sheba. Otok je bil omenjen s svojim današnjim imenom, Saba že leta 1595, ko se je pojavil v poročilu o potovanju Johna Hawkinsa. Pred današnjim imenom je bil otok imenovan Sv. Krištof (San Cristóbal) po Krištofu Kolumbu.

## Zgodovina
Sabo naj bi naseljevalo ljudstvo Sibonejcev že v 1100 pr. n. št. Kasneje, okoli leta 800 našega štetja, se je na otok naselilo ljudstvo Aravakov iz Južne Amerike.
Krištof Kolumb naj bi otok opazil 13. novembra 1493, vendar pa na njem ni pristal, ker so ga odvrnile nevarne skalnate obale otoka. Leta 1632 je skupina brodolomcev Angležev pristala na Sabi. V 1640-ih je nizozemski guverner sosednjega otoka Svetega Evstahija poslal več nizozemskih družin, da bi kolonizirale otok za Nizozemsko zahodnoindijsko družbo. Leta 1664, so bili ti prvotni nizozemski naseljenci ker niso želeli priseči zvestobe angleški kroni,  izseljeni na otok Sv. Martina in pod jamajške guvernerje-pirate Edwarda, Thomasa in Henrika Morgana. Nizozemska je končno dobila popoln nadzor nad otokom leta 1816.
V 17. in 18. stoletju so bile glavne gospodarske kulture Sabe sladkor, indigo in rum, proizvedeni na plantažah v lasti Nizozemcev, ki so živeli na Sv. Evstahiju, kasneje pa ribištvo, zlasti ribolov jastogov.  Za obdelavo teh plantaž so uvažali sužnje iz Afrike. V 17. stoletju je veljalo, da je Saba ugodno skrivališče jamajških piratov. Tudi Anglija je svoje »nezaželene« ljudi izgnala v karibske kolonije, nekateri med njimi so postali tudi pirati, nekaj jih je poiskalo zatočišče na Sabi. Ker je obala otoka neprepustna in strma, je otok postal zasebno zatočišče za družine tihotapcev in piratov. Pomemben sabanski pirat je bil Hiram Beakes, sin nizozemskega svetnika otoka.
Kasneje sta postala pomembna dejavnost zakonit ladijski prevoz in trgovina, zato se je veliko otoških mož odpravilo na morje. V tem času je sabanska čipka, španska oblika šivanja, ki jo je pričela nuna iz Venezuele, postala pomemben izdelek, ki so ga izdelovale otoške ženske.
Avgusta 1857 sta Venezuela in Nizozemska predložili arbitraži španske kraljice spor glede posesti otoka Aves, ker je Nizozemska menila, da je otok povezan z njeno kolonijo Saba s Peščenim bregom, in ribiči iz Sv. Evstahija in Sabe so uporabljali kraj za nabiranje želv in ptičjih jajc, medtem ko je Venezuela trdila, da je podedovala otok od Španije, ki je odkrila vse karibske otoke, da ribiči niso delovali v imenu nobene vlade, temveč za določen interes in da ta otok ni bil priključen ozemlju, ki ga je prejela Nizozemska.
Španska razsodba z dne 30. junija 1865 je razglasila, da lastništvo otoka pripada Venezueli in da mora Nizozemska kljub temu dobiti odškodnino. Trdil je, da četudi bi bila oba otoka združena, je peščeni breg zdaj ločen od otoka Saba in da je bila prva država, ki je imela vojaško silo in tam izvajala suverenost, Venezuela, ki je nasledila od generalne kapitanije Venezuele.
Skozi konec 19 stoletja in zgodnjega 20. stoletja stoletju je bil glavni otoški vir dohodka za iz čipk, ki so jih izdelovale ženske. V tem obdobju, ko je večina otoških moških za daljša obdobja odšla na morje, je otok postal znan kot "Otok žensk".
Leta 1943 je Joseph 'Lambee' Hassell, inženir samouk, začel graditi cesto na Sabi, s čimer je drastično izboljšal promet na otoku, ki je pred tem potekal le peš ali z mulami. Leta 1963 je sledilo letališče, leta 1972 pa večji pomol za turistične ladje. Posledično se je povečal turizem, ki je postopoma postal glavni del sabanskega gospodarstva.
Leta 1978 sta Venezuela in Kraljevina Nizozemska podpisali pogodbo o pomorskih mejah, ki je določila razširitev nizozemske in venezuelske izključne ekonomske cone na 2 območjih, prvo med otoki Aruba, Curaçao in Bonaire (pred zvezno državo Falcon v Venezueli in poleg arhipelaga Los Monjes) in drugo območje severneje, ki vključuje otoka Saba in Sv. Evstahij, slednji kot referenco vzame otok Aves (najsevernejša točka Venezuele v Karibskem morju). Takrat je bilo šest otokov del upravne enote, imenovane Nizozemski Antili. Pogodba priznava ekvidistančno ali sredinsko črto med otokoma Aves in otokom Saba kot morsko mejo.
Referendum o statusu je bil na Sabi 5. novembra 2004. 86,05 % prebivalcev je glasovalo za tesnejše povezave z Nizozemsko. To je bilo ustrezno doseženo oktobra 2010, ko so bili Nizozemski Antili razpuščeni in je Saba postala posebna nizozemska občina.

## Geografija in ekologija
Saba je majhen otok s površino 13 km² in približno okrogle oblike. Leži severozahodno od Svetega Evstahija in jugozahodno od Svetega Bartolomeja in Svetega Martina. Teren je na splošno gorat, najvišja točka pa je Mount Scenery v središču otoka. Ob severni obali leži precej manjši Zeleni otok.
Saba je najsevernejši aktivni vulkan v otoški verigi vulkanskega loka Malih Antilov. Z 887 m visokim Mount Sceneryjem je tudi najvišja točka v Kraljevini Nizozemski. Otok je sestavljen iz enega samega vulkana v obliki romba, ki meri 4,6 km od vzhoda proti zahodu in 4,0 km od severa proti jugu Najstarejše datirane kamnine na Sabi so stare približno 400.000 let, najnovejši izbruh pred evropsko naselitvijo leta 1630 pa je bil okoli leta 280 pred našim štetjem). Med letoma 1995 in 1997 je bilo povečanje lokalne potresne aktivnosti povezano s 7–12. °C dvig temperature vročih vrelcev na severozahodni in jugovzhodni obali otoka.
Na otoku je 8,6 ha oblačnega gozda, ki leži okoli in nad 825 m na vrhu gore, imenovane »rezervat vilinskega gozda«, zaradi meglice in mahu na visoki nadmorski višini. Najbolj prevladujoče drevo v oblačnem gozdu je gorski mahagonij (Freziera undulate), čeprav so orkani z leti uničili veliko število zrelih dreves. Kljub imenu gorski mahagonij ni v sorodu z drugimi vrstami mahagonijev; čeprav eno vrsto pravega mahagonija najdemo na otoku na nižjih nivojih, drobnolistni mahagoni (Swietenia mahagoni). V grmičevju mahagonijevih dreves prevladujejo gorska palma (Prestoea montana) in drevesne praproti, na deblih in vejah vseh dreves pa raste veliko različnih epifitov in orhidej. Na večjem delu gore rastejo tudi divje maline in trpotec. Vseh sedem ptic z omejenim območjem endemičnih ptic na območju Malih Antilov živi v rezervatu Vilinskega gozda (angleško Elfin Forest Reserve).
Pod oblačnim gozdom je podgorski gozd, pestrost in povprečno število vrst pa sta bistveno manjša. Na tem območju divje rastejo drevesa sekvoje in gorske fuksije, pa tudi vrste kaktusov, kot sta opuncija in morsko grozdje (Coccoloba uvifera). Na najnižjih južnih in vzhodnih pobočjih Sabe so travnate jase in raztreseno grmičevje. Narodni deželni park Saba je 35 ha velik narodni park na severni obali Sabe. Park, ki je bil prej v lasti podjetja Sulphur Mining Company, je bil ustanovljen januarja 1998, lastnina pa je bila leta 1999 uradno predana fundaciji Saba Conservation Foundation. Razteza se od obale vse do oblačnega gozda in zajema vsa vegetacijska območja na Sabi.
Obala Sabe je večinoma gruščata in iz skalnatih pečin, ki so visoke 100 m ali višje s stalnimi plažami, ki so večinoma prodnate in skalnate. Strm teren in strme pečine, ki se spuščajo skoraj naravnost navzdol do roba oceana, preprečujejo nastanek mangrovih močvirij ali več vegetacije. Okoli otoka je osem zalivov, stisnjenih v pečine; Cove Bay, Spring Bay, Core Gut Bay, Fort Bay (lokacija edinega pristanišča na otoku), Tent Bay, Ladder Bay, Wells Bay in Cave of Rum Bay. Obala otoka je posebnega pomena za morske ptice in jo je BirdLife International označil kot pomembno območje za ptice (IBA AN006 – »obala Sabe«). Saba je dom približno šestdesetim vrstam ptic, med katerimi so mnoge morske ptice, ki uporabljajo luknje in razpoke strmih pečin in dveh majhnih otokov za razmnoževanje in prehranjevanje v vodah okoli otoka. Obala Sabe je dom največje gnezditvene kolonije grahastega tropika (Phaethon aethereus) na Karibih. Audubonov strigalec (Puffinus lherminieri ) je še ena pogosta ptica in je nacionalna ptica Sabe, prikazana pa je tudi na njihovem grbu.
Ker je Saba otok, je dom številnim endemičnim vrstam, kot je črni sabanski legvan (Iguana iguana melanoderma), rdečetrebuhasti dirkač (Alsophis rufiventris), sabanski anole (Anolis sabanus) in mali antilski lijakasti netopir (Natalus stramineus stramineus). Vendar se je na otoku naselilo več tujerodnih vrst, vključno z Underwoodovim očalastim tegujem (Gymnophthalmus underwoodi), brahmansko slepo kačo (Indotyphlops braminus) in tujerodnimi legvani. Vsi so domnevno prispeli s tovornimi pošiljkami iz Sv. Martina.
Približno 4,3 km jugozahodno od otoka je severovzhodni rob Sabanske plošče, največjega podmorskega atola v Atlantskem oceanu s posebno bogato biotsko raznovrstnostjo. Sabanska plošča je vrh morske gore in je glavno ribolovno območje, zlasti za jastoge.

## Vlada
Saba je po razpadu Nizozemskih Antilov 10. oktobra 2010 postala posebna občina v državi Nizozemska in ni del nobene nizozemske province. Ustavni status otoka, kot tudi Svetega Evstahija in Bonaire, je določen v zakonu o javnih subjektih BES (nizozemsko: Wet op de Openbare Lichamen BES).
Sabanci glasujejo za člane Nizozemskega predstavniškega doma, katerega člani so izvoljeni po proporcionalni metodi strankarskih list. Med nizozemskimi splošnimi volitvami leta 2017 je večina Sabancev glasovala za demokrate 66 . Od 2000 prebivalcev otoka jih je imelo volilno pravico 900, od tega jih je glasovalo 42,8 % (ali 385 ljudi).
Sabanci z nizozemskim državljanstvom lahko glasujejo na volitvah v volilni zbor za volitve članov nizozemskega senata. Volitve leta 2019 v Sabi, ki so potekale sočasno z volitvami v otoški svet leta 2019, so privedle do tega, da so štirje od petih sabanskih sedežev v volilnem zboru pripadli Ljudskemu gibanju vetrnih otokov, en sedež pa Sabanski laburistični stranki.

### Guverner
Guverner otoka je vodja vlade Sabe. Nizozemski monarh imenuje guvernerja za dobo šestih let in je pod nadzorom ministra za notranje zadeve in odnose s kraljevino. Guverner otoka predseduje sestankom otoškega sveta in izvršnega sveta.
Odgovorni so tudi za zastopanje otoške vlade na sodišču in zunaj njega, vzdrževanje javnega reda, izvajanje politike in zakonodaje, usklajevanje z drugimi vladami ter sprejemanje in obravnavanje pritožb glede otoške vlade.
Aktualni guverner otoka je Jonathan GA Johnson.

## Družba
Leta 2017 je na Sabi živelo 2010 prebivalcev (Sabancev). Majhnost Sabe je pripeljala do dokaj majhnega števila otoških družin, ki lahko sledijo svojim priimkom približno pol ducata družin. To pomeni, da se na otoku deli veliko priimkov, najštevilnejši pa so Hassell, Johnson in Every; ta tri imena si deli več kot 30 % prebivalcev Sabe.
Predniki večine družin so posledica mešanja Afričanov, Nizozemcev, Angležev in Škotov. Prebivalci so delno tudi potomci Ircev, ki so bili izgnani iz te dežele po pristopu angleškega kralja Karla I. leta 1625. Karel je te Irce izgnal na Karibe, da bi zadušil upor, potem ko je na silo pridobil njihova ozemlja za svoje škotske plemiške podpornike. 
V preteklosti so s Sabo trgovali številni evropski narodi, ki so se borili za oblast v regiji. Za delo na Sabi so uvažali tudi sužnje iz Afrike. V zadnjih letih je Saba postala dom velike skupine izseljencev in okoli 250 priseljencev, ki so študenti ali učitelji na Medicinski fakulteti Univerze v Sabi.

### Jeziki
Na otoku se govori tako angleško kot nizozemsko in se ju učijo v šolah, oba jezika pa sta uradna. Kljub nizozemski pripadnosti otoka je angleščina glavni jezik se v šolskem sistemu uporablja od 19. stoletja. Nizozemščino govori le 32 % prebivalstva. Politika nizozemske vlade do Sabe in drugih otokov  spodbuja izobraževanje v angleščini. Angleščina se torej lahko uporablja v komunikaciji vlade in z njo. 
Sabanska angleščina, oblika kreolske angleščine Deviških otokov, je lokalni ljudski jezik. Je dekreolizirana varianta.
Obstaja en objavljen slovar sabanske angleščine, Theodora R. Johnsona A Lee Chip: A Dictionary and Study of Saban English, ki vsebuje opise slovnice in izgovorjave Caroline Myrick, objavljen leta 2016.

### Vera
Saba je pretežno krščansko ozemlje. Glavne veroizpovedi so katoličani 45 %, brez veroizpovedi 18 %, druge veroizpovedi 11 %, anglikanci 9 %, evangeličani 4 % in binkoštniki 4 %; vsaj 6 % prebivalstva je muslimanov.
Prvi stik s kristjani na otoku se je zgodil z obiskom Krištofa Kolumba leta 1493, kar pa ni pomenilo takojšnjega prihoda katoliške cerkve. Domneva se, da so bile prve krščanske skupine, ki so se naselile na otok, protestanti, ki so prišli iz Nizozemske leta 1640.
V obdobju nominalne španske nadvlade je bil otok vključen v jurisdikcijo portoriške škofije.
Najstarejša zabeležena cerkev je Christuskerk (Kristusova cerkev), anglikanski tempelj, ki je bil prenovljen leta 1777, potem ko ga je leta 1772 poškodoval orkan in katerega točen datum izgradnje ni znan. Istega leta 1777 je pastor Kirkpatrick zaprosil tudi za dovoljenje nizozemskega poveljnika Johannesa de Graaffa, da uradno ustanovi anglikansko cerkev v Sabi, preden so nekateri domačini uporabili nizozemsko reformirano cerkev za praznovanje svojih krstov.
Čeprav je Rimskokatoliška cerkev trenutno zelo aktivna na Sabi, se je na otoku uveljavila šele precej pozno. Eden najzgodnejših stikov vključuje obisk Père Labata leta 1701.
Najstarejša zabeležena katoliška cerkev, ki deluje še danes, je cerkev spreobrnjenja sv. Pavla v Windwardu, ki sega v leto 1860.
Misijonarska dejavnost, prihod priseljencev iz drugih delov Nizozemske in drugih ozemelj Karibov in Evrope so naredili katoliško Cerkev najpomembnejšo do danes, ki predstavlja skoraj polovico vernikov.

### Izobraževanje in zdravstvo
Saba je dom Medicinske fakultete Univerze Saba, ki so jo ustanovili ameriški izseljenci v sodelovanju z nizozemsko vlado. Šola doda več kot 400 stanovalcev, ko poteka pouk, in je glavna izobraževalna atrakcija. Medicinski center AM Edwards je glavni ponudnik zdravstvenega varstva za lokalne prebivalce.

## Gospodarstvo
Od leta 2011 je ameriški dolar uradna valuta, nadomestil je gulden Nizozemskih Antilov.

### Kmetijstvo
Kmetijstvo na Sabi predstavljata živinoreja in poljedelstvo, predvsem pridelava krompirja. Sabanska čipka, znana tudi kot »španska vezenina«, se še vedno izdeluje na otoku.

### Turizem
Turistična industrija zdaj prispeva več k otoškemu gospodarstvu kot katerikoli drug sektor. Vsako leto je okrog 15.000 obiskovalcev. Saba ima številne gostilne, hotele, hišice za najem in restavracije. Saba je znana kot "neokrnjena kraljica" Karibov. Saba je še posebej znana po svojem ekoturizmu, saj ponuja izjemno potapljanje, plezanje in pohodništvo.
Letališče Juancho E. Yrausquin ponuja lete na in z bližnjih otokov Sv. Martin in Sveti Evstahij. Obstaja tudi trajektna linija iz Sv. Martina; trajekti Dawn II ~ The Saba Ferry in The Edge vozijo v Sabo trikrat na teden. Poleg tega so na voljo sidrišča za zasebne čolne.

### Transport
Obstaja ena glavna cesta, znana kot 'Cesta'. Njeno gradnjo je vodil Josephus Lambert Hassell, ki je v nasprotju z mnenjem nizozemskih in švicarskih inženirjev verjel, da je cesto mogoče zgraditi. Vpisal je dopisni študij gradbeništva in leta 1938 z ekipo domačinov začel graditi cesto. Leta 1943 je bil dokončan prvi odsek ceste od Fort Baya do The Bottoma. Leta 1947 je prišlo prvo motorno vozilo. Leta 1951 je bila odprta cesta proti Windwardsideu in St. Johnsu, leta 1958 pa je bila cesta v celoti dokončana.

## Drugi viri
- Bolles, Joshua K. (2013).  Johnson, Will (ur.). Caribbean Interlude: The Story of Saba the Rock. Will Johnson. ISBN 978-1-4675-6637-7.. A first-person account by an American journalist of the eleven months he spent on Saba in 1931, illustrated with photographs of Saba at that time.
- Johnson, Theodore R. (2016). A Lee Chip: A Dictionary and Study of Saban English. Raleigh, NC: Language and Life Project at North Carolina State University. ISBN 978-0-578-17558-4.. A dictionary, grammar and phonological description, with a history of Saban English in the introduction.
- Nielsen, Suzanne; Schnabel, Peter (2007). Folk Remedies on a Caribbean Island, the Story of Bush Medicine on Saba. ISBN 9789990407594. Aguide to many of the plants of Saba, including their medicinal properties.
- Shrout, Richard Neil (1989). »The mysterious island of Saba« (PDF). South Florida History Magazine. Št. 2. str. 3–7.
- Rahn, Jennifer. (2017). Saba and St. Eustatius (Statia). 10.1007/978-3-319-55787-8_6.